# Olga Fossati

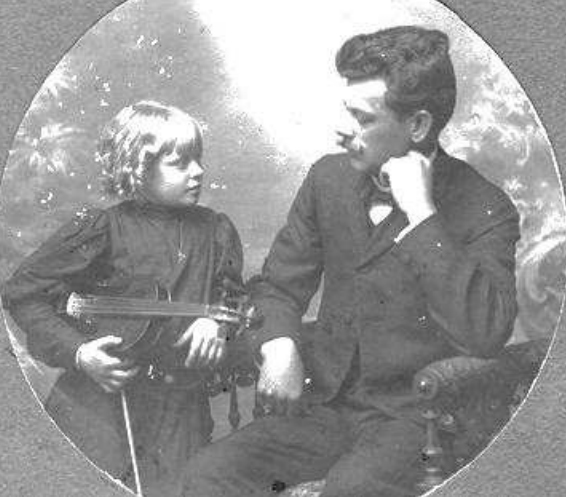
Olga e seu pai César Fossati em 1908.

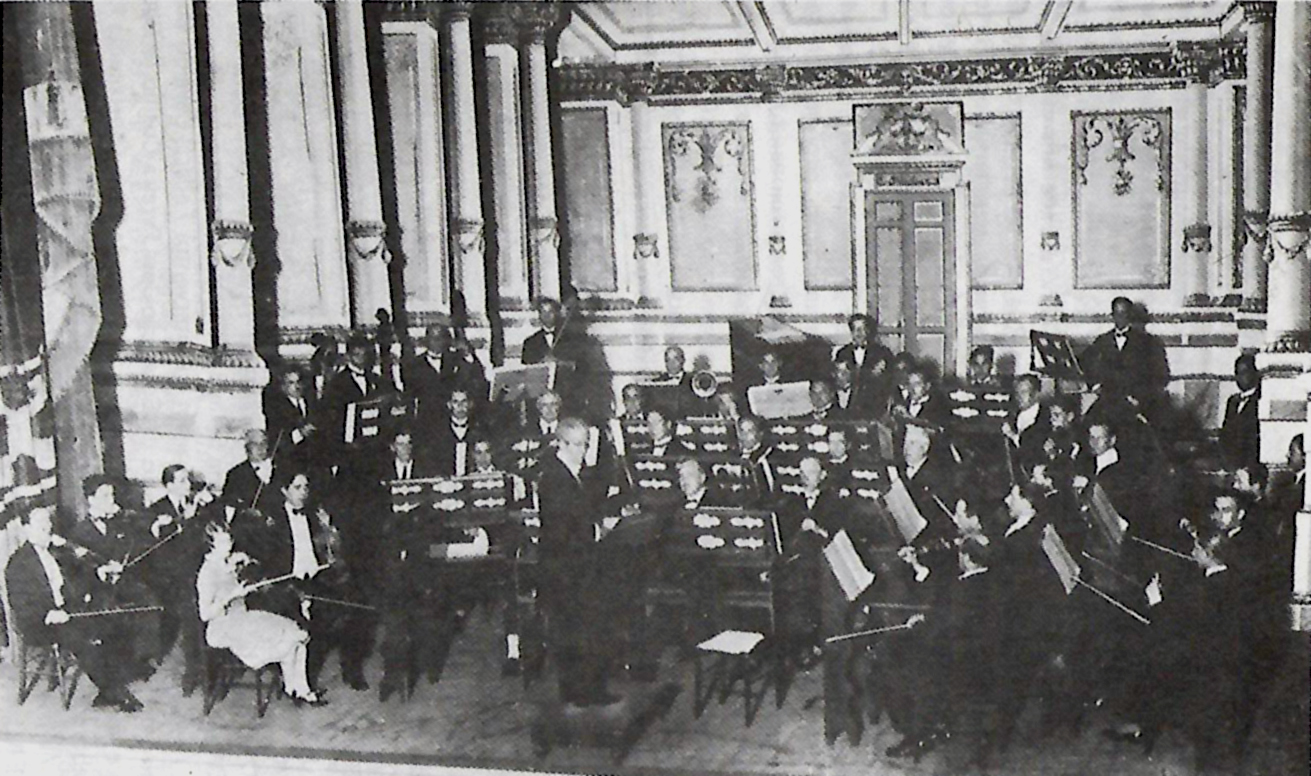
Concerto no Theatro São Pedro em 1928 com Olga como spalla da orquestra.

Olga Fossati (Porto Alegre, 1898 — Pelotas, depois de 1995) foi uma violinista brasileira.
Membro de uma família de músicos e artistas, aos seis anos de idade iniciou seus estudos com o pai César Fossati, que havia se formado no Conservatório Santa Cecília de Roma. Seu talento incomum se manifestou cedo. Em 1907, se apresentando em público em Porto Alegre, já era vista como um um prodígio, tocando peças difíceis de cor e sem esforço, e recebendo "tempestades de aplausos". Em 1908 se apresentou em Bagé, Pelotas e Rio Grande e a imprensa publicou louvores ainda mais entusiasmados, chamando-a de "prodigiosa menina-artista que encanta e assombra quantos a ouvem", de "engenho estupendo, fenômeno inexplicável, uma revelação divina", "a sua assombrosa agilidade no manejo do arco, a facilidade pasmosa com que supera as passagens mais difíceis das músicas que executa são verdadeiramente de espantar. Tudo isso o faz Olga sem a menor preocupação, sem a mínima demonstração de esforço", e já se profetizava para ela um futuro brilhante.
Aos onze anos viajou a Bruxelas financiada pelo Estado para iniciar seu aperfeiçoamento no Conservatório Real, estudando com César Thompson, diplomando-se quatro anos depois com distinção, recebendo dois primeiros prêmios do Conservatório e vencendo um concurso internacional. Voltando ao Brasil em 1913, foi recebida festivamente e iniciou uma série de excursões pelas principais cidades do país, sendo invariavelmente aclamada. No fim da década de 1910 lecionou no Conservatório de Música de Porto Alegre, em 1928 foi spalla da orquestra sinfônica formada pela Sociedade Rio-Grandense de Cultura Musical para uma série de concertos no Theatro São Pedro sob a regência de Francisco Braga, e no mesmo ano foi convidada a dar aulas no Conservatório de Música de Pelotas. Foi spalla da Sociedade Orquestral de Pelotas e deu concertos nas rádios locais. Também deu aulas no Conservatório de Rio Grande. Angelo Guido em 1940 resenhou um concerto que deu no Theatro São Pedro dizendo que o evento foi... 
"[...] uma afirmação vigorosa de um cintilante talento de artista. Já tivemos a oportunidade de assinalar [...] o equilíbrio admirável que se encontra, na arte de Olga Fossati, entre a técnica e a emoção. No concerto de ontem pudemos apreciar com mais amplitude, através de peças de diversos estilos, como é claro e penetrante, na talentosa artista do arco, o sentido da forma. Sua arquitetura musical é sempre sólida e de contornos claramente definidos, como são de uma admirável precisão os efeitos de claro-escuro que dão às suas execuções tão viva plasticidade. Nota-se, além disso, dentro de uma grande nobreza de estilo, uma maneira segura de conduzir o ritmo e um fraseado cheio de força expressiva. Dentro desses belos requisitos de técnica, que incluem um agudo sentido de musicalidade, flui uma sonoridade límpida e quente, que é um veículo vivamente sugestivo e palpitante do grande poder expressivo desta admirável violinista. [...] O público soube fazer justiça à distinta recitalista aplaudindo com entusiasmo".
Na década de 1950 integrou o Trio Lemos-Pagnot-Fossati com Milton de Lemos e Jean Jacques Pagnot, realizando diversas excursões pelo sul do Brasil, também com grande sucesso. O Jornal do Dia, por exemplo, celebrou as "interpretações superiores de elementos profundamente conhecedores da música e da inspiração poética dos compositores. Perfeição em todos os detalhes. Segurança e compreensão. Uma beleza total". Foi uma das poucas mulheres gaúchas de sua geração que conseguiu se afirmar profissionalmente na música. Após sua morte seu violino foi doado ao Museu da Baronesa.